# 田中良明
田中 良明（たなか よしあき、1987年2月12日 - ）は、地方競馬の荒尾競馬場工藤榮一厩舎所属の元騎手で、中央競馬・松永幹夫厩舎の厩務員。勝負服の柄は胴緑・黄山形一本輪、袖緑・黄二本輪。島根県出身、血液型O型。地方競馬教養センター騎手課程第79期生。

## 来歴
2004年3月31日付けで地方競馬騎手免許を取得。同年4月28日第2回荒尾競馬1日目第5競走サラブレッド系C-11組条件戦ストロングホークで初騎乗（9頭立て2番人気7着同着）。同年5月2日第2回荒尾競馬4日目第1競走3歳条件戦をテイエムムサシで優勝（7頭立て2番人気）し、初勝利。
2007年3月21日、高知競馬場で行われた第21回全日本新人王争覇戦に出場（12人中12位）。同年7月24日第6回荒尾競馬1日目第3競走サラブレッド系C-24組条件戦をゲンキイッパイで優勝（6頭立て1番人気）し、地方競馬通算100勝達成。
2009年3月29日第15回荒尾競馬5日目第11競走サラ系C-3組条件戦スターペスゲンズイでの騎乗（9頭立て4番人気2着）を最後に引退した。
地方通算成績は1367戦165勝・2着153回・3着165回・勝率12.1%・連対率23.3%